# Sphaerochthonius suzukii
Sphaerochthonius suzukii är en kvalsterart som beskrevs av Aoki 1977. Sphaerochthonius suzukii ingår i släktet Sphaerochthonius och familjen Sphaerochthoniidae. Inga underarter finns listade i Catalogue of Life.